# Istvan Pelle
Istvan Pelle (Budapest, Hungría, 26 de julio de 1907-Buenos Aires, Argentina, 6 de marzo de 1986) fue un importante gimnasta artístico húngaro, doble campeón olímpico en Los Ángeles 1932 en las pruebas de caballo con arcos y suelo.

## Carrera deportiva
En las Olimpiadas de Los Ángeles 1932 gana cuatro medallas: oro en caballo con arcos y el ejercicio de suelo, plata en barras paralelas —tras el italiano Romeo Neri y por delante del finlandés Heikki Savolainen— y otra plata en la general individual, de nuevo tras el italiano Romeo Neri y por delante del finlandés Heikki Savolainen.